# 櫻木神社 (野田市)
櫻木神社（さくらぎじんじゃ）は、千葉県野田市にある神社。旧社格は村社。サクラ（桜）の名所としても知られる。

## 概要
大鳥居脇のシダレザクラや正門の手前にあるミヤビザクラは3月中に満開を迎え、七五三桜という春と秋に咲くサクラも境内にあり、絵馬やおみくじ、御朱印、御朱印帳などもデザインにサクラが取り入れられている。
1992年（平成4年）神社再建御造営に伴い、御殿地（宮司宅地内裏山）の発掘調査が行われ、日本列島の旧石器時代の有舌尖頭器や縄文時代の土器・石器類、古墳時代の住居跡などの遺跡のほか、古代祭祀に関係する遺物としてヒスイ製勾玉・管玉・台形様石製品・剣先様装飾品・半円状石製品・玉杖なども多数出土している。神社東側約100メートルの位置には、古墳時代前期の住居跡（中根八幡前遺跡）があり、この地域一帯は野田市の黎明期を知る上で重要な地域とされている。

## 祭神
- 倉稲魂命（ウカノミタマ）
- 武甕槌命（タケミカヅチ）
- 伊弉諾尊（イザナギ）
- 伊弉冉尊（イザナミ）

## 由緒
社記によれば平安朝の851年（仁寿元年）に、大化の改新で活躍した藤原鎌足の子孫で藤原冬嗣の三男である藤原嗣良によって創建されたという。嗣良がこの地に居を移した際、サクラの美しい大木のもとに倉稲魂命（ウカノミタマ）・武甕槌命（タケミカヅチ）の神を祀ったのが始まりであると伝えられ、現存する宮司家社家文書によれば、この地は古くには「桜木村」と呼ばれ、後に「桜台村」となり、サクラが咲き誇る美しい里であったと考えられている。また、サクラの「サ」は早苗・早乙女・皐月などの「サ」と同じく稲に関係し田の神様である稲霊、「クラ」はその稲霊が鎮まる場所を表しており、山から田の神が依代となるサクラの木に降り豊作・幸福をもたらすとされている。

## 社殿
- 神門
- 拝殿・本殿
- 社務所

## 現地情報
所在地
- 千葉県野田市桜台210

交通アクセス
- 最寄りの鉄道駅
  - 野田市駅（東武野田線）より徒歩約10分
- 自動車
  - 最寄りのインターチェンジ
    - 柏インターチェンジ

  - 駐車場
    - 参拝者専用無料駐車場（計300台収容、大型観光バス10台）